# Faisceau de Bessel

De façon schématique, un faisceau de Bessel s'est formé à la gauche après que deux ondes sont passées à travers un axicon.

Coupe schématique d'un faisceau de Bessel et graphique de son intensité.

Schématiquement, malgré un obstacle sur le chemin de deux ondes à la droite, un faisceau de Bessel s'est formé à la gauche de l'axicon.

Un faisceau de Bessel est un champ de radiations électromagnétiques,,, acoustiques ou gravitationnelles dont l'amplitude suit une fonction de Bessel de première espèce. Pour le faisceau de Bessel d'ordre zéro, l'amplitude est maximale à l'origine, alors qu'un faisceau de plus grand ordre présente une singularité de phase axiale à l'origine où l'amplitude s'annule tel que la fonction le démontre. Un vrai faisceau de Bessel ne diffracte pas, au contraire du comportement habituel des ondes sonores ou lumineuses qui se dispersent lorsqu'elles sont focalisées.
Tout comme une onde plane, il est impossible de créer un vrai faisceau de Bessel : il est en effet sans limite et requiert en conséquence une énergie de création infinie. Cependant, il est possible en pratique de créer des simulacres de faisceaux. Ils ont des applications en optique à cause de leur nature peu diffractive sur de courtes distances. S'ils sont partiellement bloqués, ces faisceaux peuvent se reconstituer plus loin sur l'axe du faisceau.
L'ensemble de ces propriétés rend les faisceaux de Bessel très utiles pour fabriquer des pinces optiques, puisqu'un faisceau maintient sa concentration sur une relativement longue section du faisceau et ce même s'il est en partie masqué par les particules diélectriques qui sont pincées. De façon similaire, la manipulation de particules à l'aide de pinces acoustiques est possible avec un simili-faisceau de Bessel qui se diffracte et produit une force radiative provoquée par l'échange du moment acoustique entre le champ d'onde et une particule placée sur sa trajectoire,,,,,,.
La fonction mathématique qui décrit un faisceau de Bessel est solution d'une équation différentielle de Bessel, laquelle apparaît comme solution séparable d'une équation de Laplace ou d'une équation de Helmholtz en coordonnées cylindriques. 
La création des simili-faisceaux de Bessel s'effectue en concentrant un faisceau gaussien avec des lentilles axicons : ce sont des faisceaux de Bessel-Gauss.